# Đệ Nhất phu nhân Nga
Đệ nhất phu nhân Liên bang Nga là danh hiệu không chính thức với vợ của Tổng thống Nga. Vị trí này hiện đang bỏ trống kể từ khi Tổng thống đương nhiệm Vladimir Putin và bà Lyudmila Putina ly dị.

## Danh sách Đệ Nhất phu nhân Nga
Đây là các Đệ nhất phu nhân thời hậu Xô viết của Liên bang Nga từ năm 1991 đến năm 2013.
| No | Hình ảnh            | Tên                                                         | Ngày kết hôn         | Nhiệm kỳ                                   | Tổng thống      |
| -- | ------------------- | ----------------------------------------------------------- | -------------------- | ------------------------------------------ | --------------- |
| 1  |                     | Naina Yeltsina (nhũ danh Girina) Sinh: 14 tháng 3, 1932     | 28 tháng 9 năm 1956  | 12 tháng 7 năm 1991 – 31 tháng 12 năm 1999 | Boris Yeltsin   |
| 2  | Lyudmila with Putin | Lyudmila Putina (nhũ danh Shkrebneva) Sinh: 6 tháng 1, 1958 | 28 tháng 7 năm 1983  | 7 tháng 5 năm 2000 – 7 tháng 5 năm 2008    | Vladimir Putin  |
| 3  |                     | Svetlana Medvedeva (nhũ danh Linnik) Sinh: 15 tháng 3, 1965 | 24 tháng 12 năm 1993 | 7 tháng 5 2008 – 7 tháng 5 năm 2012        | Dmitry Medvedev |
| 4  | Lyudmila with Putin | Lyudmila Putina (nhũ danh Shkrebneva) Sinh: 6 tháng 1, 1958 | 28 tháng 7 năm 1983  | 7 tháng 5 năm 2012 – 6 tháng 6 năm 2013    | Vladimir Putin  |
| -  | Trống               | Trống                                                       | Trống                | Kể từ ngày 6 tháng 6 năm 2013              | Vladimir Putin  |